# Án lệ 48/2021/AL
Án lệ 48/2021/AL về tình tiết giảm nhẹ trách nhiệm hình sự nộp lại tiền thu lợi bất chính là án lệ công bố thứ 48 thuộc lĩnh vực hình sự của Tòa án nhân dân tối cao tại Việt Nam, được Hội đồng Thẩm phán thông qua, Chánh án Nguyễn Hòa Bình ra quyết định công bố ngày 31 tháng 12 năm 2021, và có hiệu lực cho tòa án các cấp trong cả nước nghiên cứu, áp dụng trong xét xử từ ngày 1 tháng 2 năm 2022. Án lệ 48 dựa trên nguồn là Quyết định giám đốc thẩm số 03 ngày 22 tháng 4 năm 2020 của Hội đồng Thẩm phán Tòa án nhân dân tối cao về vụ án hình sự tội đánh bạc, tổ chức đánh bạc, nội dung xoay quanh các vấn đề về việc quản lý hoạt động đánh bạc qua mạng, nộp lại tiền thu lợi bất chính và tình tiết giảm nhẹ trách nhiệm hình sự. Án lệ này do Vụ Pháp chế và Quản lý khoa học đề xuất.
Trong vụ án, nhóm Quang Camel, Viết Hải và Mộng Vũ ở Huế tiến hành tổ chức hoạt động cá độ bóng đá và đánh bài qua mạng Internet từ trang Web nước ngoài thông qua hệ thống tài khoản nhiều bậc và có thể phân cấp, sử dụng đồng tiền ảo quy ước từ tiền thật, vừa tổ chức phân phối đường dây, vừa đánh bạc ngược lại với nhà cái. Vụ án lần lượt trải qua quá trình khởi tố, xét xử sơ thẩm, phúc thẩm rồi giám đốc thẩm, một phần nội dung nhận định của Hội đồng xét xử giám đốc thẩm được lựa chọn trở thành án lệ để xác định lại việc áp dụng điều khoản về giảm nhẹ hình phạt đối với hành vi cụ thể là nộp lại tiền thu lợi bất chính.

## Nội dung vụ án

### Đặc điểm đường dây
Tại thủ phủ thành phố Huế, có một nhóm gồm Hồ Công Nhật Quang (biệt danh Quang "Camel"), Hồ Viết Hải, Nguyễn Mộng Vũ, và một số người khác cùng kết hợp với nhau để tổ chức đánh bạc theo dạng qua mạng Internet có quy mô lớn và nhiều đối tượng tham gia và Quang Camel là thủ lĩnh. Phương thức thực hiện hành vi tổ chức đánh bạc của nhóm đối tượng này là nhận tài khoản cá cược trên trang IBET, đem về chia thành nhiều tài khoản cấp dưới rồi giao cho các đối tượng cấp dưới để tổ chức đánh bạc, đánh bạc hoặc trực tiếp giao cho người đánh bạc qua mạng. Ở đây, các tài khoản cá cược bóng đá trên trang Web nước ngoài, sử dụng giao diện tiếng Anh chứa đựng một số tiền ảo (gọi tắt là đô) và nhà cái cùng người nhận tài khoản thỏa thuận với nhau một đô này tương ứng với bao nhiêu tiền Việt Nam. Các hoạt động này ở thời điểm đó đều là trái phép ở Việt Nam bởi quy định pháp luật về việc cấm đánh bạc cũng như cá cược bóng đá.
Để thực hiện các hoạt động này, nhóm lắp đặt máy tính có kết nối Internet, sử dụng máy tính xách tay, điện thoại di động có kết nối Wifi làm công cụ, phương tiện tổ chức, đánh bạc. Việc thanh toán tiền thắng thua giữa các đội được quy ước bằng tiền Việt Nam, giao nhận trực tiếp hoặc gửi nhờ giao nhận qua các đối tượng có quen biết. Nhà cái trả cho người chơi một khoản tiền hoa hồng qua tài khoản cấp trên thông qua mục Gross Comm. Để thu được lợi nhuận, nhóm này tăng mức quy đổi tiền đô lên cao hơn mức đã nhận từ trang Web nước ngoài, thực chất là hùn vốn, góp thêm tiền với nhà cái để đánh bạc với người chơi, đồng thời để khuyến khích người chơi, nhóm còn tăng mức hoa hồng trả cho một đối tượng tài khoản lên gấp hai đến ba lần. Ngày 20 tháng 9 năm 2016, Cơ quan Cảnh sát điều tra Công an tỉnh Thừa Thiên Huế đã phát hiện và bắt giữ đường dây đánh bạc trái phép này.

### Các đối tượng
Trong quá trình điều tra, cơ quan điều tra có kết luận với ba đối tượng chính kiểm soát chung đường dây đánh bạc. 

#### Người cầm đầu
Với Quang Camel, tháng 2 năm 2016, hắn khai đã nhận từ đối tượng tên P tài khoản cá độ bóng đá thuộc trang mạng IBET, có số đô đặt cược là ba triệu đô. P và Quang Camel thống nhất quy ước một đô có giá trị là 5.000 đồng tiền Việt Nam (gọi tắt: đô mặc định), tiền hoa hồng P trả cho Quang thông qua mục Gross Comm. Sau khi nhận tài khoản này, Quang đã tạo ra 19 tài khoản cấp dưới, đều cài đặt đô mặc định và cấp lại cho các đối tượng đánh bạc hoặc tổ chức đánh bạc. Trong đó, cấp cho Mộng Vũ, Viết Hải mỗi người ba tài khoản và cấp các tài khoản cho một số đối tượng khác, hắn giữ lại hai tài khoản rồi tạo ra nhiều tài khoản cấp dưới và nhiều trang lẻ cấp cho người cá cược khi có nhu cầu. Quá trình điều tra, cơ quan điều tra đã thu được tài liệu chi tiết của bảy tài khoản.
Trong bảy tài khoản mà Quang Camel cấp cho Viết Hải, Mộng Vũ và một người khác là Q1 sống ở Mỹ thì có từng quy ước riêng cho mỗi tài khoản, lần lượt là 10.000 đồng/đô, 7.000 đồng/đô, 6.500 đồng/đô, và 6.000 đồng/đô. Các tài khoản này hoạt động giai đoạn tháng 6–9 năm 2016, xoay quanh EURO 2016, Cúp châu Mỹ 2016 với tổng số tiền cá cược ở quy ước đô mặc định được quy đổi là hơn 5 tỷ đồng. Tiền hoa hồng hắn nhận được thông qua Gross Comm là một khoản tiền nhỏ hơn 8 triệu đồng, đã trả cho Hải, Vũ và Q1 hơn 35 triệu đồng tiền hoa hồng. Bên cạnh việc tài khoản cho người khác, Quang Camel cũng tự sử dụng tài khoản để đánh bạc, với tổng số tiền dùng để đánh bạc hơn 3 tỷ đồng. Trong đó có 74 lượt đánh có số tiền nhận cược và thua cược phải trả từ 5 triệu đồng/lượt trở lên với tổng số tiền đánh bạc là gần 700 triệu đồng, còn lại 13.480 lượt đánh có số tiền nhận cược và thua cược mỗi lượt dưới mức này với tổng số tiền hơn 2,3 tỷ đồng. Thông qua việc đánh bạc, hắn thắng trên các tài khoản này là 884.599.190 đồng, thua 825.636.385 đồng, nên thu lợi 58.962.805 đồng.

#### Những người cấp dưới
Với Viết Hải, hắn nhận ba tài khoản từ Quang Camel, sau đó cấp lại một tài khoản cho Châu Anh Tài và quy ước 12.000 đồng/đô để Tài chia thành nhiều trang lẻ cấp cho người chơi. Viết Hải trả hoa hồng cho Tài bằng mức Gross Commx4. Với hai tài khoản còn lại, Hải lần lượt tạo ra năm tài khoản cấp dưới và từ 13 trang lẻ, ba tài khoản cấp cưới và 12 trang lẻ để trực tiếp đánh bạc. Tổng số tiền cược giai đoạn tháng 1–9 năm 2016 ở tài khoản Hải giữ là hơn 1,8 tỷ đồng, hoa hồng phải trả cho Tài là 25 triệu đồng, không thu lợi từ hành vi này. Ở tài khoản đánh bạc, có 61 lượt tiền nhận cược và tiền thua cược là từ 5 triệu đồng/lượt trở lên với tổng số tiền đánh bạc là 643 triệu đồng, còn lại 7.381 lượt tiền nhận cược và tiền thua cược dưới mức này với tổng số tiền là hơn 1,15 tỷ đồng. Hải thắng trên tài khoản này hơn 500 triệu nhưng thua hơn 490 triệu, nên chỉ thu lợi là 14 triệu đồng. Ngoài ra, Hải còn sử dụng các tài khoản để đánh bạc trực tiếp với nhà cái, có 115 lượt đánh có số tiền cá cược và số tiền thắng cược từ 5 triệu đồng/lượt trở lên với tồng số tiền đánh bạc là 1,282 tỷ đồng, còn lại 3.187 lượt đánh có số tiền cược và tiền thắng cược dưới 5.000.000 đồng/lượt với tổng số tiền là 1,53 tỷ đồng. Tiền H thắng khi đánh bạc trên hai tài khoản này là 727 triệu đồng nhưng thua tới 772 triệu đồng, nên hắn không thu lợi từ hành vi đánh bạc.
Với Mộng Vũ, hắn hoạt động tương tự Viết Hải, cấp tài khoản cho Nguyễn Văn Bảo, trả tiền hoa hồng là 1% cho Bảo, nhận được gần 6 triệu đồng tiền hoa hồng, nhưng phải trả cho Bảo hơn 12, tức không thu lợi từ hành vi này. Các tài khoản còn lại thì hắn tạo ra các tài khoản cấp dưới sau đó tiếp tục tạo ra 10 trang lẻ để trực tiếp đánh bạc với nhà cái. Khi đánh bạc, tổng số tiền hắn đã đánh bạc ở hai tài khoản sử dụng là 2,5 tỷ đồng, trong đó có 173 lượt số tiền đặt cược và tiền thắng cược là từ 5 triệu đồng/lượt trở lên, còn lại 286 lượt số tiền đặt cược và tiền thắng cược là dưới mức này. Số tiền hắn thắng bạc là 693 triệu đồng, nhưng thua tới 800 triệu, không thu lợi.

## Xét xử các giai đoạn
Ngày 16 tháng 1 năm 2018, Tòa án nhân dân tỉnh Thừa Thiến Huế mở phiên hình sự sơ thẩm tại trụ sở ở số 11 Tôn Đức Thắng, phường Phú Nhuận, Huế. Tòa sơ thẩm quyết định Quang Camel, Viết Hải và Mộng Vũ đều phạm tội tổ chức đánh bạc, đánh bạc sử dụng tiền giá trị lớn, ghép hình phạt hai tội này cho các bị cáo đồng thời xem xét giảm án khi các bị cáo đã tự thú, ăn năn hối cải, thành khẩn khai báo, tự nguyện sửa chữa sai lầm của mình. Với Quang Camel, xử phạt 1 năm 3 tháng tù về tội tổ chức đánh bạc, cộng với 10 tháng tù về tội đánh bạc, tạo thành hình phạt 2 năm 1 tháng tù. Với Viết Hải và Mộng Vũ, vì đều là đàn em của Quang Camel, phân cấp thấp hơn nên hình phạt nhẹ hơn, giảm án lần lượt là 1 năm 3 tháng tù, trong 1 năm tù khi đã ghép hình phạt hai loại tội. Ngày 30 tháng 1, cả ba bị cáo kháng cáo xin được hưởng án treo. Ngày 27 tháng 6, Tòa án nhân dân cấp cao tại Đà Nẵng mở phiên phúc thẩm ở trụ sở tòa số 372 đường Núi Thành, phường Hoà Cường Bắc, quận Hải Châu, giữ nguyên tội tổ chức đánh bạc và đánh bạc ở hai bị cáo, quyết định giảm án, hình phạt tổng hợp Quang Camel 15 tháng tù, Viết Hải 9 tháng tù và Mộng Vũ 8 tháng 19 ngày tù.
Ngày 19 tháng 6 năm 2019, Chánh án Tòa án nhân dân tối cao Nguyễn Hòa Bình kháng nghị bản án hình sự phúc thẩm của Tòa cấp cao Đà Nẵng, đề nghị Hội đồng Thẩm phán Tòa án nhân dân tối cao xét xử giám đốc thẩm, hủy bản án hình sự phúc thẩm nêu trên và bản án hình sự sơ thẩm của Tòa án Thừa Thiên Huế về phần hình phạt chính và tổng hợp hình phạt đối với ba bị cáo, giao hồ sơ vụ án cho tòa cấp sơ thẩm xét xử sơ thẩm lại theo đúng quy định của pháp luật.

## Giám đốc thẩm
Ngày 7 tháng 8 năm 2020, với yêu cầu kháng nghị của Chánh án và sự nhất trí của Viện Kiểm sát, Hội đồng Thẩm phán đã mở phiên xét xử giám đốc thẩm tại trụ sở tòa ở số 48 đường Lý Thường Kiệt, quận Hoàn Kiếm, Hà Nội.

### Nhận định của tòa án
Hội đồng Thẩm phán, nội dung chung của án lệ từ nhận định.
Hội đồng xét xử giám đốc thẩm có những nhận định về đường dây cá độ và các bị cáo trong vụ án này, nhất trí về việc kết tội tổ chức đánh bạc và đánh bạc của tòa án các cấp trước đó. Về hành vi tổ chức đánh bạc của các bị cáo, hành vi này thuộc trường hợp quy mô lớn quy định tại Bộ luật Hình sự năm 1999, có khung hình phạt tù từ 1–5 năm. Từ các tài khoản giữ lại, Viết Hải và Mộng Vũ tạo ra nhiều trang lẻ rồi trực tiếp đánh bạc với nhà cái, đồng thời va người này cũng tăng mức quy đổi một đô lên cao hơn mức đã nhận khi giao tài khoản cho người khác nên ba người này đã có hành vi đánh bạc với người chơi. Trong tổng số lượt đánh bạc mà cơ quan điều tra thu giữ được số liệu thì ba người phải chịu trách nhiệm hình sự đối với 74 lượt đánh có số tiền nhận cược và thua cược phải trả từ 5.000.000 đồng/lượt trở lên với tổng số tiền là 692.170.780 đồng; H phải chịu trách nhiệm hình sự đối với những lượt đánh có số tiền nhận cược và thua cược phải trả từ 5 triệu đồng/lượt trở lên, bị quy kết về tội đánh bạc, có khung hình phạt tù từ 2–7 năm, là tội phạm nghiêm trọng.
Tuy nhiên, Hội đồng xét xử nhận định rằng việc áp dụng giảm nhẹ hình phạt với các tội của bị cáo mà tòa các cấp trước đó áp dụng là không đúng. Mặt khác, tòa sơ thẩm áp dụng tình tiết người phạm tội tự thú làm tình tiết giảm nhẹ trách nhiệm hình sự cho các bị cáo là không đúng pháp luật, bởi lẽ Quang Camel và Viết Hải bị bắt theo lệnh bắt khẩn cấp về hành vi sử dụng Internet đánh bạc trái phép. Sau khi bị bắt, Quang khai nhận hành vi phạm tội, đến ngày 4 tháng 10, Hải bị khởi tố về các tội đánh bạc, tổ chức đánh bạc và bị bắt theo lệnh bắt bị can để tạm giam. Trong quá trình điều tra vụ án, việc các bị cáo khai báo về hành vi đánh bạc chỉ là tình tiết thành khẩn khai báo mà không phải là trường hợp tự thú. Ngoài ra, các bị cáo thực hiện nhiều lượt đánh bạc với số tiền từ 5 triệu đồng trở lên nhưng tòa sơ thẩm không áp dụng tình tiết tăng nặng trách nhiệm hình sự là thiếu sót. Do đó, tòa cấp sơ thẩm giảm án đối với các bị cáo này là không có căn cứ, xử phạt dưới mức thấp nhất của khung hình phạt là quá nhẹ, không đảm bảo tính nghiêm minh của pháp luật.
Tòa phúc thẩm không phát hiện ra sai lầm của tòa sơ thẩm, quá nhấn mạnh một số tình tiết giảm nhẹ đã được tòa sơ thẩm xem xét áp dụng như việc các bị cáo nộp lại số tiền thu lợi bất chính, là lao động chính trong gia đình, con còn nhỏ, rồi tại cấp phúc thẩm có thêm tình tiết như các bị cáo đã nộp đủ tiền phạt bổ sung, bị cáo Quang Camel còn nộp đủ tiền thu lợi bất chính, bố Quang có công sức đóng góp tại địa phương là tình tiết giảm nhẹ mới không đáng kể, từ đó giảm hình phạt cho các bị cáo là sai lầm nghiêm trọng trong việc áp dụng pháp luật, không tương xứng với tính chất, mức độ phạm tội và vai trò của các bị cáo trong vụ án, không đáp ứng được yêu cầu đấu tranh, phòng chống đối với loại tội phạm này.

### Quyết định
Từ những nhận định này, Hội đồng xét xử là năm vị Thẩm phán căn cứ thẩm quyền, quyết định chấp nhận kháng nghị của Chánh án, tuyên hủy bản án hình sự phúc thẩm, sơ thẩm của vụ án này về phần hình phạt chính và tổng hợp hình phạt đối với các bị cáo, giao hồ sơ vụ án cho Tòa án nhân dân tỉnh Thừa Thiên Huế để xét xử sơ thẩm lại theo đúng quy định của pháp luật.